# Mars 1995

## Faits marquants
- 1er mars : suspension du service militaire en Belgique[1]
- 8 mars : Roland Dumas est désigné président du Conseil constitutionnel français.
- 14 mars : décès de 9 soldats de la Paix du 5e Bataillon d'Infanterie de Montagne de Sarajevo[2]).
- 20 mars : l'attentat au gaz sarin dans le métro de Tokyo, perpétré par la secte Aum Shinrikyō, fait 12 morts et 5 500 blessés.
- 26 mars, (Formule 1) : Grand Prix automobile du Brésil.

## Religion
- 25 mars : publication de l'encyclique Evangelium vitæ de Jean-Paul II.

## Naissances
- 2 mars
  - Miguel Andújar, joueur de baseball dominicain.
  - Paul Hill, joueur de rugby anglais (1 sélection en équipe nationale).
- 6 mars : Aimyon, chanteuse et parolière japonaise.
- 7 mars :
  - Michael McCarron, joueur de hockey sur glace.
  - Haley Lu Richardson, actrice américaine.
- 8 mars : 
  - Keita Baldé, joueur de football hispano-sénégalais.
  - Luca Brecel, joueur de snooker belge.
- 13 mars :
  - Marion Leriche, kayakiste française.
  - Mikaela Shiffrin, skieuse alpine américaine.
  - Zella Day, chanteuse américaine
- 18 mars : EnjoyPhoenix, youtubeuse française.
- 19 mars : Houria Boukrif, lutteuse algérienne.
- 20 mars : 
  - Farida Abiyeva, karatéka azerbaïdjanaise.
  - Keenan Cahill, youtubeur américain.
  - Samantha Weinstein, actrice canadienne († 14 mai 2023).
- 21 mars : 
  - Cannelle Carré-Cassaigne, actrice française
  - Matthieu Tomassi, athlète français
- 29 mars : Gaël Assumani, boxeur professionnel congolais évoluant dans la catégorie des poids légers[3].

## Décès
- 7 mars : Jean Amila, écrivain français.
- 26 mars : Eazy-E, rappeur américain.
- 31 mars :
  - Dennis Malcolm Reader, auteur de bande dessinée britannique.
  - Madeleine Sologne, actrice française.
  - Selena Quintanilla Perez, chanteuse mexicaine.